# Corea del Nord a la Copa del Món de futbol
Aquest és el registre dels resultats de Corea del Nord a la Copa del Món. Corea del Nord només ha disputat dues fases finals: la de 1966 (va arribar als quarts de final) i la del 2010 (no va passar de la primera fase).

## Resum d'actuacions
Campions      Finalistes      Tercers      Quarts
Un requadre vermell indica que eren amfitrions del campionat.
| Historial a la Copa del Món | Historial a la Copa del Món | Historial a la Copa del Món | Historial a la Copa del Món | Historial a la Copa del Món | Historial a la Copa del Món | Historial a la Copa del Món | Historial a la Copa del Món | Historial a la Copa del Món |
| Edició                      | Ronda                       | Posició                     | PJ                          | PG                          | PE                          | PP                          | GF                          | GC                          |
| --------------------------- | --------------------------- | --------------------------- | --------------------------- | --------------------------- | --------------------------- | --------------------------- | --------------------------- | --------------------------- |
| Formava part del Japó       |                             |                             |                             |                             |                             |                             |                             |                             |
| 1930                        | —                           | —                           | —                           | —                           | —                           | —                           | —                           | —                           |
| 1934                        | —                           | —                           | —                           | —                           | —                           | —                           | —                           | —                           |
| 1938                        | —                           | —                           | —                           | —                           | —                           | —                           | —                           | —                           |
| Integrada a Corea           |                             |                             |                             |                             |                             |                             |                             |                             |
| 1950                        | No hi participà             | No hi participà             | No hi participà             | No hi participà             | No hi participà             | No hi participà             | No hi participà             | No hi participà             |
| Ja com Corea del Nord       |                             |                             |                             |                             |                             |                             |                             |                             |
| 1954                        | No hi participà             | No hi participà             | No hi participà             | No hi participà             | No hi participà             | No hi participà             | No hi participà             | No hi participà             |
| 1958                        | No hi participà             | No hi participà             | No hi participà             | No hi participà             | No hi participà             | No hi participà             | No hi participà             | No hi participà             |
| 1962                        | No hi participà             | No hi participà             | No hi participà             | No hi participà             | No hi participà             | No hi participà             | No hi participà             | No hi participà             |
| 1966                        | Quarts de final             | 8s                          | 4                           | 1                           | 1                           | 2                           | 5                           | 9                           |
| 1970                        | No es classificà            | No es classificà            | No es classificà            | No es classificà            | No es classificà            | No es classificà            | No es classificà            | No es classificà            |
| 1974                        | No es classificà            | No es classificà            | No es classificà            | No es classificà            | No es classificà            | No es classificà            | No es classificà            | No es classificà            |
| 1978                        | No es classificà            | No es classificà            | No es classificà            | No es classificà            | No es classificà            | No es classificà            | No es classificà            | No es classificà            |
| 1982                        | No es classificà            | No es classificà            | No es classificà            | No es classificà            | No es classificà            | No es classificà            | No es classificà            | No es classificà            |
| 1986                        | No es classificà            | No es classificà            | No es classificà            | No es classificà            | No es classificà            | No es classificà            | No es classificà            | No es classificà            |
| 1990                        | No es classificà            | No es classificà            | No es classificà            | No es classificà            | No es classificà            | No es classificà            | No es classificà            | No es classificà            |
| 1994                        | No es classificà            | No es classificà            | No es classificà            | No es classificà            | No es classificà            | No es classificà            | No es classificà            | No es classificà            |
| 1998                        | No hi participà             | No hi participà             | No hi participà             | No hi participà             | No hi participà             | No hi participà             | No hi participà             | No hi participà             |
| 2002                        | No hi participà             | No hi participà             | No hi participà             | No hi participà             | No hi participà             | No hi participà             | No hi participà             | No hi participà             |
| 2006                        | No es classificà            | No es classificà            | No es classificà            | No es classificà            | No es classificà            | No es classificà            | No es classificà            | No es classificà            |
| 2010                        | Primera fase                | 32s                         | 3                           | 0                           | 0                           | 3                           | 1                           | 12                          |
| 2014                        | No es classificà            | No es classificà            | No es classificà            | No es classificà            | No es classificà            | No es classificà            | No es classificà            | No es classificà            |
| 2018                        | No es classificà            | No es classificà            | No es classificà            | No es classificà            | No es classificà            | No es classificà            | No es classificà            | No es classificà            |
| 2022                        | No es classificà            | No es classificà            | No es classificà            | No es classificà            | No es classificà            | No es classificà            | No es classificà            | No es classificà            |
| 2026                        | Pendent                     | Pendent                     | Pendent                     | Pendent                     | Pendent                     | Pendent                     | Pendent                     | Pendent                     |
| 2030                        | Pendent                     | Pendent                     | Pendent                     | Pendent                     | Pendent                     | Pendent                     | Pendent                     | Pendent                     |
| 2034                        | Pendent                     | Pendent                     | Pendent                     | Pendent                     | Pendent                     | Pendent                     | Pendent                     | Pendent                     |
| Total                       | Quarts de final             | Quarts de final             | 7                           | 1                           | 1                           | 5                           | 6                           | 21                          |

## Anglaterra 1966

### Primera fase: Grup 4
| Pos | Equip          | PJ | PG | PE | PP | GF | GC | GR    | Pts | Classificació           |
| --- | -------------- | -- | -- | -- | -- | -- | -- | ----- | --- | ----------------------- |
| 1   | Unió Soviètica | 3  | 3  | 0  | 0  | 6  | 1  | 6,000 | 6   | Avança a la segona fase |
| 2   | Corea del Nord | 3  | 1  | 1  | 1  | 2  | 4  | 0,500 | 3   | Avança a la segona fase |
| 3   | Itàlia         | 3  | 1  | 0  | 2  | 2  | 2  | 1,000 | 2   |                         |
| 4   | Xile           | 3  | 0  | 1  | 2  | 2  | 5  | 0,400 | 1   |                         |

| Unió Soviètica                        | 3–0     | Corea del Nord |
| ------------------------------------- | ------- | -------------- |
| Malofeyev 31', 88' · Banishevskiy 33' | Informe |                |

| Xile            | 1–1     | Corea del Nord    |
| --------------- | ------- | ----------------- |
| Marcos 26' (p.) | Informe | Pak Seung-zin 88' |

| Corea del Nord | 1–0     | Itàlia |
| -------------- | ------- | ------ |
| Pak Doo-ik 42' | Informe |        |

### Segona fase

#### Quarts de final
| Portugal                                                | 5–3     | Corea del Nord                                            |
| ------------------------------------------------------- | ------- | --------------------------------------------------------- |
| Eusébio 27', 43' (p.), 56', 59' (p.) · José Augusto 80' | Informe | Pak Seung-zin 1' · Li Dong-woon 22' · Yang Seung-kook 25' |